# 양형영성체파
양형영성체파(兩形領聖體派, Utraquism) 또는 우트라크파는 후스파의 온건한 개신교 공동체이다. 성찬 때 평신도가 예수의 성체와 보혈을 은유하는 빵(면병)과 포도주를 모두 받아야 한다고 주장했다. 교황의 승인은 받지 못했으나 후스 전쟁 이후 신성로마제국 영토에서는 개신교가 인정받았다.